# Siétamo
Siétamo ist der Hauptort und neben weiteren Ortschaften eine nordspanische Gemeinde (municipio) mit 697 Einwohnern (Stand 1. Januar 2022) im Zentrum der Provinz Huesca in der Autonomen Region Aragonien. 
Neben dem Hauptort Siétamo gehören zur Gemeinde Arbaniés, Castejón de Arbaniés und Liesa.

## Lage und Klima
Der Ort Siétamo liegt etwa 12 Kilometer (Fahrtstrecke) östlich der Provinzhauptstadt Huesca in einer Höhe von etwa 559 m. Das Klima ist gemäßigt und relativ feucht; Regen (ca. 532 mm/Jahr) fällt übers Jahr verteilt. Mit der Fertigstellung des Autobahn-Teilstückes zwischen Siétamo und Huesca (voraussichtlich 2025) liegt Siétamo an der A-22 zwischen Huesca und Katalonien (Lleida).

## Bevölkerungsentwicklung
| 1900 | 1910 | 1930 | 1940 | 1950 | 1960 | 1970 | 1981 | 1992 | 1999 | 2008 | 2011 | 2020 |
| ---- | ---- | ---- | ---- | ---- | ---- | ---- | ---- | ---- | ---- | ---- | ---- | ---- |
| 736  | 725  | 643  | 389  | 382  | 314  | 236  | 378  | 341  | 375  | 480  | 658  | 689  |

## Sehenswürdigkeiten
- Neogotische Kirche des Vinzenz von Agen
- Peterskirche (Iglesia San Pedro) in Liesa
- Einsiedelei von Santa María del Monte
- Reste der mittelalterlichen Burg Aranda

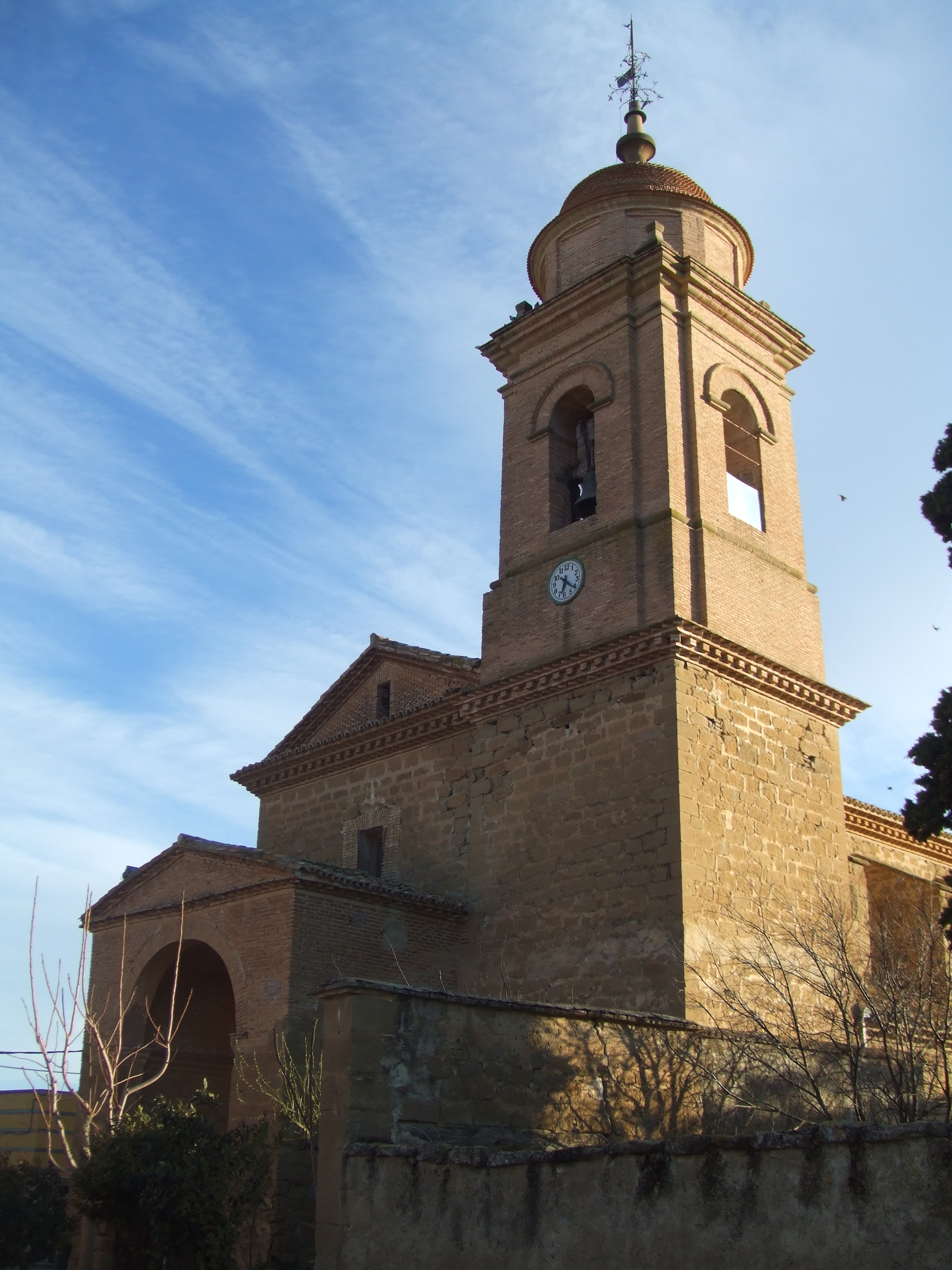
Petruskirche
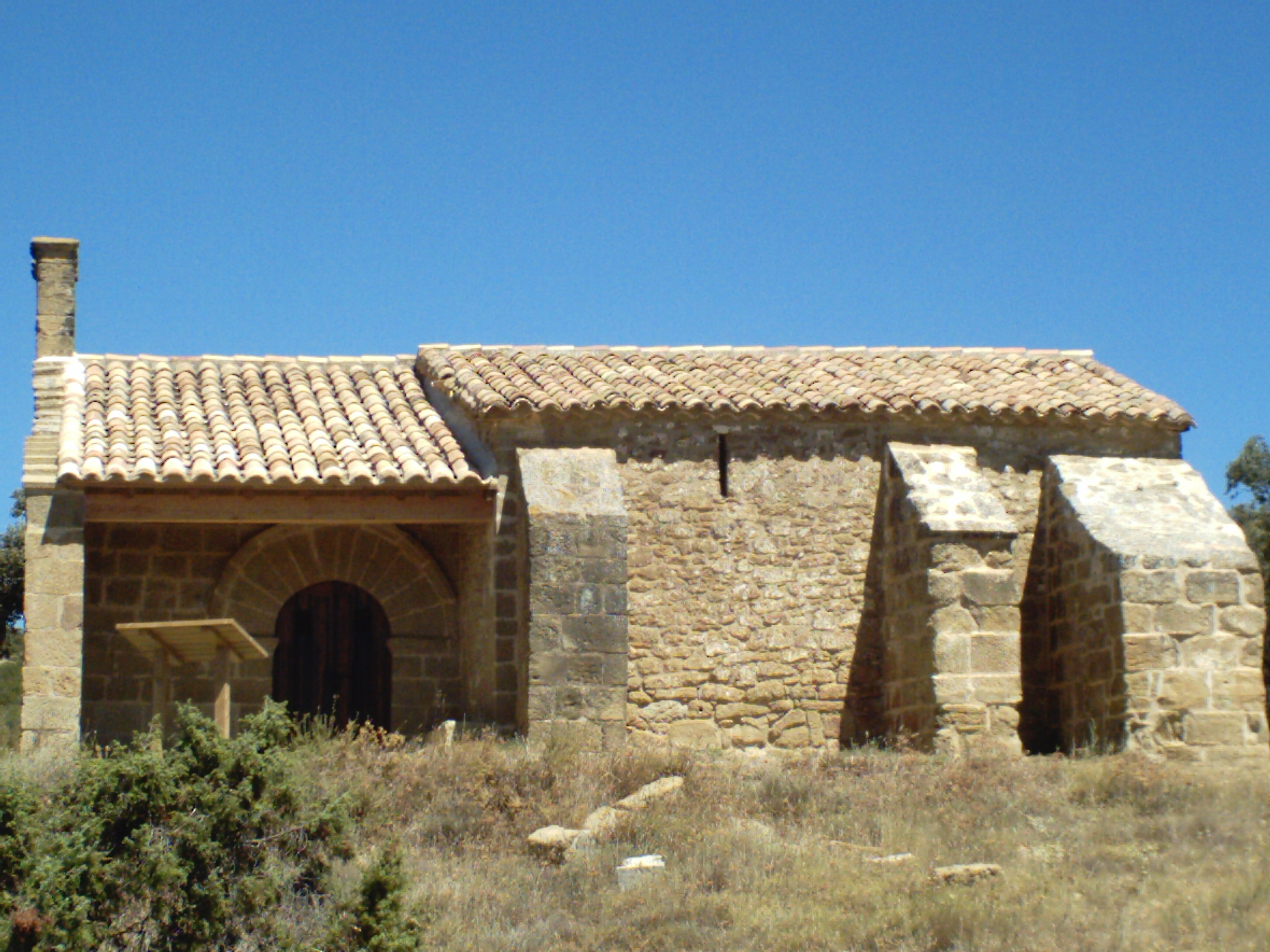
Einsiedelei von Santa María del Monte

## Persönlichkeiten
- Ana Francisca Abarca de Bolea (1602–um 1696), Zisterzienserin, Dichterin und Schriftstellerin
- Pedro Pablo Abarca de Bolea, conde de Aranda (1719–1798), Adeliger und Politiker
- Antonio María Javierre Ortas (1921–2007), Kardinal, Präfekt der Kongregation für den Gottesdienst und die Sakramentenordnung